# بتی کوربر
بتی کوربر (انگلیسی: Bette Korber) زیست‌شناس محاسباتی آمریکایی است که در زمینه زیست‌شناسی مولکولی و ژنتیک جمعیت ویروس اچ‌آی‌وی، که عامل بروز عفونت و در نهایت ایدز است، فعالیت می‌کند. او نقش مهمی در تلاش‌ها برای دستیابی به یک واکسن اچ‌آی‌وی مؤثر داشته است. کوربر پایگاه داده‌ای در آزمایشگاه ملی لس آلاموس ایجاد کرده که به او این امکان را داده تا واکسن‌های موزائیکی جدیدی برای اچ‌آی‌وی طراحی کند که یکی از آن‌ها در حال حاضر در آفریقا روی انسان آزمایش می‌شود. این پایگاه داده شامل هزاران توالی ژنوم اچ‌آی‌وی و داده‌های مرتبط است.
کوربر دانشمندی در زمینه زیست‌شناسی ریاضی و نظری و بیوفیزیک در آزمایشگاه ملی لس آلاموس است. او جایزه ارنست اورلاندو لاورنس را دریافت کرده که بالاترین جایزه علمی وزارت انرژی ایالات متحده آمریکا محسوب می‌شود. او همچنین جوایز دیگری از جمله جایزه الیزابت گلیزر برای تحقیقات دربارهٔ ایدز کودکان و جایزه نوآوری ریچارد فاینمن را دریافت کرده است.

## اوایل زندگی و تحصیلات
بته کوربر در کالیفرنیای جنوبی بزرگ شد. او در سال ۱۹۸۱ مدرک کارشناسی خود را در رشته شیمی از دانشگاه ایالتی کالیفرنیا، لانگ بیچ دریافت کرد. پدرش استاد جامعه‌شناسی، مادرش فارغ‌التحصیل رشته پرستاری و خواهرش فارغ‌التحصیل روزنامه‌نگاری بودند. او بین سال‌های ۱۹۸۱ تا ۱۹۸۸ در مقطع تحصیلات تکمیلی مؤسسه فناوری کالیفرنیا (کلتک) تحصیل کرد و در آزمایشگاه لروی هود زیر نظر ایونا استروینوفسکی کار کرد. او در سال ۱۹۸۸ مدرک دکترای خود را در رشته شیمی دریافت کرد. تحقیقات او بر تنظیم بیان ژن در ژن‌های کمپلکس اصلی سازگاری بافتی نوع ۱، که پروتئین‌های سطح سلولی مرتبط با رد پیوند را تولید می‌کنند، تمرکز داشت و شامل مطالعه پروتئین‌هایی بود که توسط اینترفرون ناشی از عفونت‌های ویروسی فعال می‌شوند.
پس از آن، او به عنوان پژوهشگر فوق دکترا نزد مایرون اسکس به مطالعه همه‌گیرشناسی مولکولی ویروس ایدز (اچ‌آی‌وی) و ویروس لنفوتروپیک سلول T انسانی نوع ۱، که عامل سرطان خون است، در مدرسه بهداشت عمومی هاروارد پرداخت و تا سال ۱۹۹۰ در آنجا مشغول بود. در این دوره، کوربر با استفاده از واکنش زنجیره‌ای پلیمراز (PCR) وجود ژنوم‌های کامل و ناقص ویروسی را در سلول‌های سرطانی نشان داد. مطالعات او دربارهٔ ژنوم‌های ویروسی ناقص و کامل تأثیرگذار بوده و مورد استناد گسترده قرار گرفته است. او در سال ۱۹۹۱ به عنوان عضو هیئت علمی مهمان در مؤسسه سنتا فه شروع به کار کرد و این همکاری را تا سال ۲۰۱۱ ادامه داد.

## پژوهش

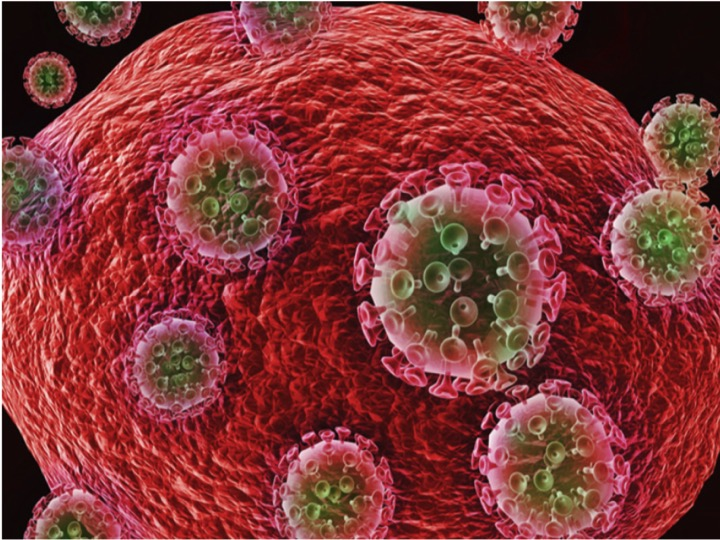
رهایی اچ‌آی‌وی از سلول آلوده

کوربر پژوهش‌های خود را در آزمایشگاه ملی لس آلاموس انجام می‌دهد، جایی که فعالیت خود را از سال ۱۹۹۰ آغاز کرد. رویکرد او شامل به‌کارگیری زیست‌شناسی محاسباتی در طراحی یک واکسن برای ویروس اچ‌آی‌وی/ایدز است. او برای نخستین بار زمانی به اچ‌آی‌وی علاقه‌مند شد که یکی از دوستان نزدیکش و نامزدش در مؤسسه فناوری کالیفرنیا به یکی از نخستین موارد ایدز در پاسادنا، کالیفرنیا مبتلا شد. او دراین‌باره گفته است: «ما زمانی که او بیمار بود، چیزهای زیادی دربارهٔ اچ‌آی‌وی آموختیم. اما هیچ درمانی برای او وجود نداشت و در سال ۱۹۹۱ درگذشت. وقتی برنامه دکترایم را تمام کردم، تصمیم گرفتم روی اچ‌آی‌وی کار کنم.» چند سال بعد، با نگاه به گذشته، او تأثیر این رویداد را چنین توصیف کرد: «من از اچ‌آی‌وی متنفرم... من چندین دوست را به خاطر آن از دست دادم. اچ‌آی‌وی به طرز وحشتناکی جان افراد را می‌گیرد. وقتی به آنچه این اپیدمی بر سر آفریقا آورده است فکر می‌کنم، انگیزه پیدا می‌کنم.»

### پایگاه داده اچ‌آی‌وی

درخت تبارزایی که اچ‌آی‌وی را در مقایسه با SIV نشان می‌دهد

کوربر سرپرستی پروژه پایگاه داده اچ‌آی‌وی و تحلیل آن را در لس آلاموس بر عهده دارد. او و تیمش یک پایگاه داده جهانی از اچ‌آی‌وی با بیش از ۸۴۰٬۰۰۰ توالی منتشرشده از ژنوم این ویروس ایجاد کرده‌اند. علاوه بر این، این پایگاه داده بر مناطق کوچک (موسوم به اپیتوپ) درون ویروس تمرکز دارد که توسط پادتن شناسایی می‌شوند و شواهد مربوط به قدرت هر اپیتوپ در ایجاد پاسخ ایمنی را ارزیابی می‌کند. همچنین اطلاعاتی دربارهٔ نمایه‌های ایمنی‌شناختی افراد مقاوم به اچ‌آی‌وی در آن موجود است. کوربر و بسیاری دیگر از پژوهشگران از این داده‌ها برای طراحی درمان‌ها و واکسن‌های احتمالی علیه اچ‌آی‌وی استفاده کرده‌اند. تلاش‌های او به طراحی واکسن‌هایی منجر شده است که هم‌اکنون در آزمایش‌های بالینی قرار دارند.